# Lista genurilor de operă
 Opera  (adesea, teatru liric, în limba română) este un cuvânt italian (derivat din opera in musica), care se poate referi la mai multe concepte, așa cum sunt genul muzical în sine, clădirea unde au loc astfel de spectacole, dar și la entitatea (companie de operă) care administrează desfășurarea de spectacole de operă.
În general, cuvântul în sine, operă, cu toate că nu a fost folosit în mod obișnuit în Italia (de unde a originat) este înlocuit, mai ales de către compozitorii de operă, dar și alți profesioniști din domeniu, cu cuvinte mult mai specifice, după genul anumitor lucrări.
Astfel, majoritatea compozitorilor au folosit denumiri mai precise pentru prezentarea lucrărilor acestora în public. Genuri specifice de operă au fost comandate de teatre de operă, dar și de patroni, caz în care forma specifică a lucrării derivă mai mult sau mai puțin din norma genului, în funcție de înclinațiile compozitorului. Genurile operei nu sunt exclusive, dimpotrivă, sunt inclusive. Nu puține opere sunt privite că aparținând mai multor genuri.

## Definiții
Genurile operei au fost definite în moduri diferite, nu mereu în cadrul regulilor stilistice. De cele mai multe ori, denumirile care s-au impus datorită folosirii lor specifice, într-o anumită cultură și limbă, persistă în a fi utilizate în întreaga lume. Astfel, cele mai frecvente denumiri de genuri operatice provin din limbile italiană, franceză, germană și, mai rar, din limba engleză.
De multe ori unele din genurile operatice, precum opera seria, se referă la tradiții identificate abia mai târziu de istorici, pe când altele, precum Zeitoper, au fost definite de proprii creatori. Alte forme au fost asociate cu o formă de teatru specific, spre exemplu opera comique cu teatrul comic, sau opera bouffe - opera bufă cu La Theatre des Bouffes Parisiens. 
Această listă nu include termeni vagi, precum operă comică, operă sacră, operă tragică sau operă într-un act, șamd. Termenii lingvistici originari sunt dați pentru că sunt relativ încetățeniți (ca aparținând culturii care i-a generat), dar și pentru a evita ambiguitățile ce ar putea fi cauzate de varii traduceri.

## Lista genurilor de operă
| Gen                                          | Limbă    | Descriere | Primul exemplar cunoscut                                 | Lucrări majore | Ultimul exemplar            | Compozitori notabili                                                      |
| -------------------------------------------- | -------- | --- | -------------------------------------------------------- | --- | --------------------------- | ------------------------------------------------------------------------- |
| Acte de ballet                               | Franța   | O operă balet consistând într-un singur entrée. Secolul al XVIII-lea |                                                          | Les fêtes de Ramire (1745), Anacréon (1754),                                                                                             |                             | Rameau                                                                    |
| Azione sacra                                 | Italia   | Literalmente, ‘acțiune sacră’. Operă secolului XVII și începutul secolului XVIII cu subiecte religioase. Jucată în curtea din Viena                                                                    |                                                          | L'humanità redenta (Draghi, 1669) |                             | Draghi, Bertali, Pietro Andrea Ziani, Giovanni Battista Pederzuoli, Cești |
| Azione teatrale                              | Italia   | Opera într-un act, de dimensiune mică, sau joc muzical. Formă prematură a operei de cameră. Populară în sfârșitul secolului al XVII-lea și în secolul al XVIII-lea                                     |                                                          | Le cinesi (1754), Il sogno di Scipione (1772), L'isola disabitata (1779)                                                                 |                             | Bonno, Gluck, Mozart, Haydn                                               |
| Ballet héroïque                              | Franța   | Literalmente ‘balet eroic’. Un tip de balet de opera ce include eroicul și exoticul, aparținând primei jumătăți a secolului XVIII                                                                      | Les festes grecques et romaines (Colin de Blamont, 1723) | Zaïde, reine de Grenade (1739), Les fêtes de Paphos (1758)                                                                               |                             | Royer, Mondonville, Mion                                                  |
| Bühnenweihfestspiel                          | Germania | Literalmente ‘joc de festival al consacrării teatrului’. Descrierea lui Wagner pentru Parsifal. |                                                          | |                             | Wagner                                                                    |
| Burletta                                     | Italia   | Literalmente ‘glumita’. Termen informal pentru piesele comice în secolul al XVIII-lea. Folosit în Anglia pentru intermezzo-uri și pentru lucrări satirice.                                             |                                                          | The Recruiting Serjeant (1770) |                             | Dibdin                                                                    |
| Burlettina                                   | Italia   | nume alternativ pentru burletta |                                                          | |                             |                                                                           |
| Comédie lyrique                              | Franța   | Literalmente ‘comedie în versuri’. Secolul al XVIII-lea: descriere folosită de Rameau. Secolul al XIX-lea: nume alternativ pentru opéra lyrique                                                        |                                                          | Platée (1745), Les Paladins (1760) |                             | Rameau                                                                    |
| Comédie mêlée d'ariettes                     | Franța   | Literalmente ‘comedie mixată cu scurte arii’. O formă timpurie a operei comice Franceze, datând mijlocului secolului al XVIII-lea                                                                      |                                                          | La rencontre imprévue (1764), Tom Jones (1765), Le déserteur (1769), Zémire et Azor (1771), Le congrès des rois (Cherubini et al., 1794) |                             | Gluck, Grétry                                                             |
| Drame lyrique                                | Franța   | ‘drama lirică’. (1) Termen folosit în secolul XVIII. (2) Reinventat la sfârșitul sec. XIX și începutul sec. XX pentru a descrie opera dezvoltată din operă comică, influențată de Massenet             |                                                          | Echo et Narcisse (1779), La marquise de Brinvilliers (1831), Werther (1892), Briséïs (1897), Messidor (1897)                             |                             | Gluck, Chabrier, Bruneau, Erlanger                                        |
| Dramma comico                                | Italia   | Nume alternativ pentru operă buffa. De asemenea folosit pentru genul ce a înlocuit-o la jumătatea sec XIX, prin eliminarea recitativelor.                                                              |                                                          | |                             |                                                                           |
| Dramma eroicomico                            | Italia   | ‘drama eroic-comică’. O operă buffa cu conținut eroic, apărută la sfârșitul sec. XVIII |                                                          | Orlando paladino (1782), Palmira, regină di Persia (1795)                                                                                |                             | Haydn, Salieri                                                            |
| Dramma pastorale                             | Italia   | ‘drama pastorală’. Folosită pentru unele din cele mai timpurii opere până în secolul XVIII. |                                                          | Eumelio (Agazzari, 1606), La fede riconosciuta (A Scarlatti, 1710)                                                                       |                             | A Scarlatti, Sarti                                                        |
| Dramma per musica (plural drammi per musica) | Italia   | ‘drama pentru muzică’ sau ‘o piesă interpretată pe muzică’. Mai târziu, sinonim cu opera seria; În secolul XIX, uneori folosită pentru opera serioasă.                                                 |                                                          | Erismena (1656), Tito Manlio (1719), Paride ed Elena (1770), Idomeneo (1781), Rossini's Otello (1816)                                    |                             | A Scarlatti, Cavalli, Vivaldi, Sarti, Gluck, Mozart                       |
| Fait historique                              | Franța   | Opéra bazată opéra comique în pe istoria Franței, populară special în formă timpul revoluției. | L'incendie du Havre (1786)                               | Joseph Barra (Grétry 1794), Le pont de Lody (Méhul 1797), Milton (1804)                                                                  |                             | Grétry, Méhul, Spontini                                                   |
| Farsa (plural farse)                         | Italia   | ‘mascarada’. O formă a operei cu un act, uneori cu dansuri, asociată cu Veneția, în special Teatro San Moise, la sfârșitul sec. XVIII și începutul sec. XIX                                            |                                                          | La cambiale di matrimonio (1810), L'inganno felice (1812), La în di seta (1812), Il signor Bruschino (1813), Adina (1818)                |                             | Rossini                                                                   |
| Favola in musica                             | Italia   | Cea mai timpurie formă de operă | Dafne (1598)                                             | L'Orfeo (1607) |                             | Monteverdi                                                                |
| Geistliche Oper                              | Germania | ‘opera sacră’. Gen inventat de compozitorul de operă Anton Rubinstein pentru opera sa oratoare în limba germană.                                                                                       | Das verlorene Paradies (Rubinstein, 1856)                | Der Thurm zu Babel (1870), Sulamith (1883), Moses (1894)                                                                                 | Christus (Rubinstein, 1895) | Rubinstein                                                                |
| Grand opéra                                  | Franța   | Secolul XIX. deobicei în 4-5 acte, orchestre de amploare; Adesea bazate pe teme istorice. Asociate Paris special cu până Opéra (1820’ deși la 1850), în lucrări similare au fost create țări alte sau. | La muette de Portici (1828)                              | Robert le diable (1831), La Juive (1835), Les Huguenots (1836)                                                                           | Patrie! (Paladilhe, 1886)   | Meyerbeer, Halévy, Verdi                                                  |
| Handlung                                     | Germania | ‘acțiune’ și ‘dramă’. Descrierea lui Wagner pentru Tristán și Isolda |                                                          | |                             | Wagner                                                                    |